# Intuit Dome
Intuit Dome is een overdekte arena in Inglewood, Californië, Verenigde Staten. De arena ligt ten zuiden van andere grote sportlocaties van Inglewood, het SoFi Stadium en het Kia Forum. Het is de thuisbasis van de Los Angeles Clippers van de National Basketball Association (NBA). De Clippers speelden eerder wedstrijden in de Crypto.com Arena, een locatie die het team deelde met de Los Angeles Lakers van de NBA en de Los Angeles Kings van de National Hockey League (NHL), van het seizoen 1999-2000 tot en met het seizoen 2023-24 .
Op 17 september 2021 vond de eerste steenlegging van de nieuwe arena plaats. De arena werd geopend op 15 augustus 2024, voorafgaand aan het NBA-seizoen 2024-2025 . Tijdens de Olympische Zomerspelen van 2028 zal de arena eveneens gebruikt worden voor basketbal.

## Evenementen

### NBA All-Star-wedstrijd van 2026
De arena zal op 15 februari 2026 gastheer zijn van de NBA All-Star Game 2026. 

### Olympische Zomerspelen 2028
De arena zal tijdens de Olympische Zomerspelen van 2028 als basketballocatie dienen. 

### Concerten
Bruno Mars speelde de openingsshows van de zaal op 15 en 16 augustus 2024 als onderdeel van zijn tournee 2022-24, gevolgd door Marco Antonio Solís op 18 augustus voor zijn Eternamente Agradecido-tournee, Olivia Rodrigo voor haar Guts World Tour op 20 en 21 augustus, Ook onder meer latin artiest Peso Pluma, Twenty One Pilots, Future en Metro Boomin, NCT Dream, Slipknot, Billy Joel, Usher, Cyndi Lauper, Tyler, the Creator en Grupo Frontera traden op in de arena.

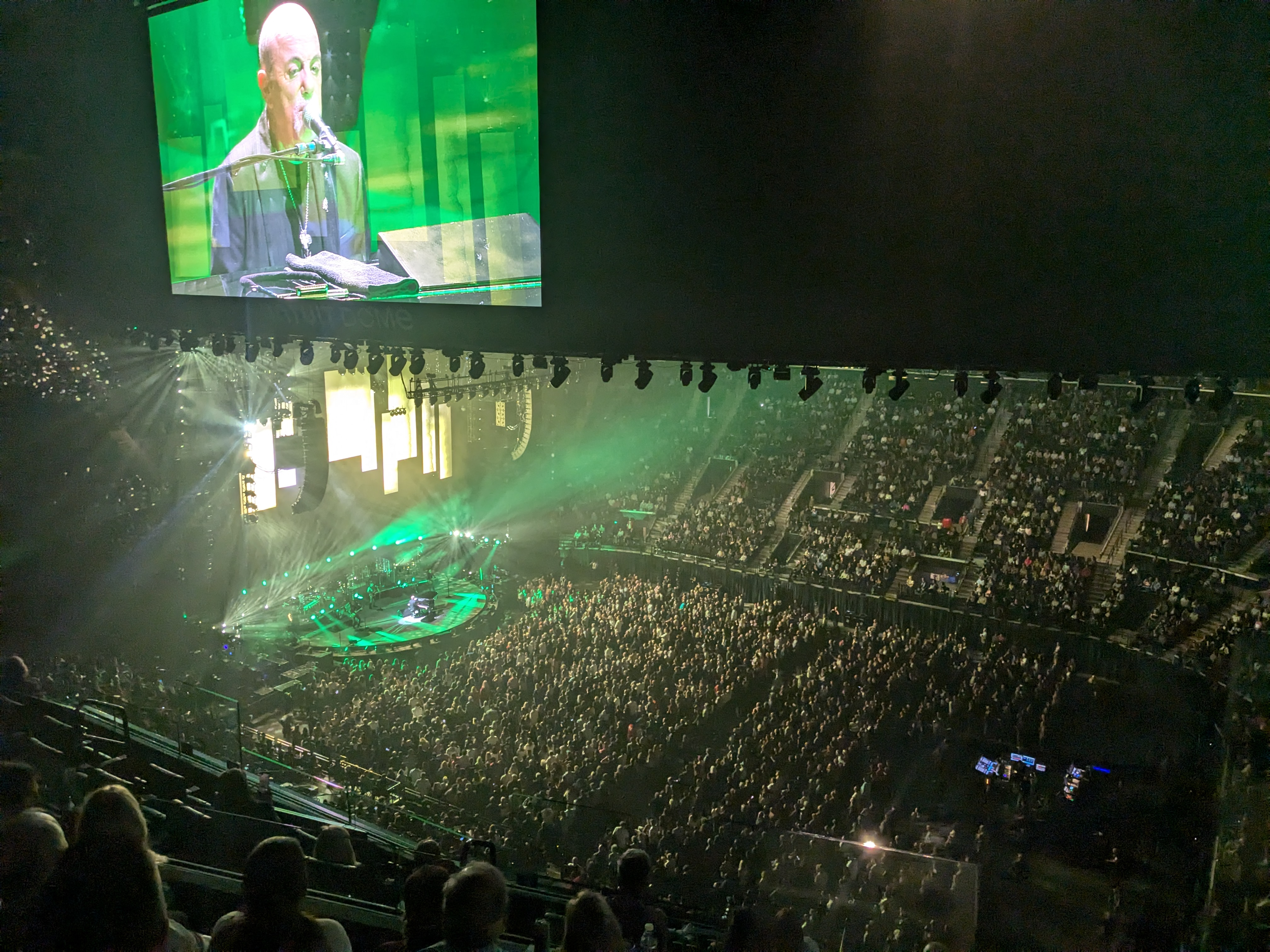
Billy Joel trad op in Intuit Dome in oktober 2024